# Acerola
Acerola, Malpighia glabra, är ett tropiskt fruktbärande träd i familjen Malpighiaceae. Frukten är rik på C-vitamin och ser ut som körsbär.